# Викут, Маргарита Андреевна
Маргарита Андреевна Викут (3 июня 1922 — 5 ноября 2011) — советский и российский учёный-правовед, доктор юридических наук, профессор, специалист по гражданскому процессуальному праву, заведующая кафедрой гражданского процесса Саратовской государственной академии права (1980—1990).

## Биография
Маргарита Андреевна Викут родилась 3 июня 1922 года в г. Пензе.
- 1944 год — окончание Саратовского юридического института имени Д. И. Курского.
- 1944—1947 годы — учёба в аспирантуре Саратовского юридического института имени Д. И. Курского.
- 1953 год — защита диссертации на соискание учёной степени кандидата юридических наук в Московском юридическом институте на тему «Участие третьих лиц в советском гражданском процессе» под руководством доктора юридических наук, профессора Николая Борисовича Зейдера.
- 1971 год — защита диссертации на соискание учёной степени доктора юридических наук в Свердловском юридическом институте на тему «Проблема правового регулирования процессуального положения и деятельности сторон в советском гражданском судопроизводстве». Оппонентами выступали известные советские учёные-юристы Аркадий Александрович Добровольский, Владимир Михайлович Семёнов, Семён Юделевич Кац.
- 1980—1990 годы — заведующая кафедрой гражданского процесса Саратовского юридического института имени Д. И. Курского.

М. А. Викут проработала в Саратовской государственной юридической академии более 50 лет. За годы научной работы под её руководством защищено 25 кандидатских и 2 докторских диссертации, опубликовано более 100 научных работ, из них наиболее значимые: «Гражданский процесс» (1972), «Гражданский процесс России» (1998), «Исполнительное производство» (2001).
Скончалась после продолжительной болезни 5 октября 2011 года в Саратове.
В 2023 году издательством «Статут» изданы «Избранные научные труды (с 1950 по 2011 год)» М. А. Викут, составителями которых выступили С. Ф. Афанасьев и В. Ф. Борисова.

## Научные труды

### Книги, монографии, учебные пособия
- Борисова В. Ф., Викут М. А. Возбуждение гражданского судопроизводства. — М.: Юрлитинформ, 2009. — 160 с. — ISBN 978-5-93295-557-4.
- Викут М. А., Гукасян Р. Е., Зайцев И. М., Юдельсон К. С. Вопросы теории и практики судебного разбирательства гражданских дел. — Саратов: Издательство Саратовского политехнического института, 1988. — 155 с.
- Викут М. А., Воронков Г. В., Гукасян Р. Е. и др. Гражданский процесс: учебник. — М.: Юридическая литература, 1972. — 440 с.
- Викут М. А., Исаенкова О. В. Исполнительное производство: учебник. — М.: Юрист, 2001. — 254 с. — ISBN 5797504626.
- Афанасьев С. Ф., Викут М. А. Конвенция о защите прав человека и основных свобод и российское гражданское судопроизводство. Общие вопросы. — М.: Юрлитинформ, 2008. — 416 с.
- Баринов Н. А., Викут М. А., Гукасян Р. Е. и др. Основы гражданского законодательства и основы гражданского судопроизводства Союза ССР и союзных республик. Вопросы теории и практики. — Саратов: Издательство Саратовского университета, 1981. — 190 с.
- Афанасьев С. Ф., Викут М. А. Право на справедливое судебное разбирательство и его реализация в российском гражданском судопроизводстве: монография. — М.: Юрлитинформ, 2009. — 296 с. — ISBN 978-5-93295-555-0.
- Викут М. А., Гукасян Р. Е. Проблема интереса в советском гражданском процессуальном праве. — Саратов: Приволжское книжное издательство, 1970. — 190 с.
- Викут М. А. Стороны — основные лица искового производства. — Саратов: Издательство Саратовского университета, 1968. — 76 с.
- Викут М. А., Демьяненко В. Н., Зайцев И. М. и др. Цивилистические проблемы правового статуса личности в социалистическом обществе. — Саратов: Издательство Саратовского университета, 1982. — 159 с.
- Бахарева О. А., Викут М. А. Участие органов местного самоуправления в гражданском судопроизводстве. Учебное пособие. — Саратов: Издательство СГАП, 2004. — 100 с.
- Викут М. А., Исаенкова О. В. Проблемы исполнительного права в гражданской юрисдикции: монография. — Саратов: Издательство СГАП, 2002. — 240 с.

## Награды и звания
- Медаль «Ветеран труда»
- Юбилейная медаль «50 лет Победы в Великой Отечественной войне 1941—1945 гг.»
- Юбилейная медаль «60 лет Победы в Великой Отечественной войне 1941—1945 гг.»
- Юбилейная медаль «65 лет Победы в Великой Отечественной войне 1941—1945 гг.»
- Заслуженный деятель науки Российской Федерации[8]
- Почётный работник высшего профессионального образования Российской Федерации
- Нагрудный знак губернатора Саратовской области «Труженик тыла 1941—1945 гг.»

### Биография
- Демидов А. И. и др. Энциклопедия нашей жизни. — Саратов: СГАП, 2006. — 439 с. — 1500 экз. — ISBN 5-7924-0427-5.
- Афанасьев С. Ф. Научная школа гражданского процессуального права имени доктора юридических наук, профессора Маргариты Андреевны Викут: Творческое наследие, традиции и современность // Вестник СГЮА : журнал. — Саратов, 2016. — № 4(111). — С. 65—68.
- К юбилею Маргариты Андреевны Викут // Защита прав и законных интересов граждан и организаций : сборник. — Сочи, 2002. — С. 292—294.
- Памяти учёного и учителя М. А. Викут // Современное право : журнал. — 2011. — № 10. — С. 168.
- Улиско А. Н. Поздравляем с юбилеем! // Вестник СГАП : журнал. — Саратов, 2007. — № 3. — С. 250—251.

### Критика
- Треушников М. К., Шерстюк В. М. «Викут М. А., Зайцев И. М. Гражданский процесс: курс лекций. — Саратов, 1998. — 336 с.» (Рецензия) // Вестник Московского университета : журнал. — М., 1999. — № 6. — С. 106—108.
- Улётова Г. Д. Рецензия на учебник: «Гражданский процесс» (под ред. М. А. Викут. — М.: Юрист, 2004) // Гражданское законодательство Российской Федерации как правовая система гражданского общества : сборник. — Краснодар, 2005. — С. 304—313.
- Малиновский О. Н., Маняк Н. И., Улётова Г. Д., Хахалева Е. В., Чернова А. А. Право на справедливое судебное разбирательство («Афанасьев С. Ф., Викут М. А. Право на справедливое судебное разбирательство: Общая характеристика и его реализация в российском гражданском судопроизводстве: монография. — Саратов, 2009») // Современное право : журнал. — М., 2009. — № 9. — С. 146—148.